# Tympanoptera buergersi
Tympanoptera buergersi är en insektsart som beskrevs av Max Beier 1954. Tympanoptera buergersi ingår i släktet Tympanoptera och familjen vårtbitare.

## Underarter
Arten delas in i följande underarter:
- T. b. buergersi
- T. b. ornata